# Wilhelm-Busch-Schule (Hannover)
Die Wilhelm-Busch-Schule in Hannover ist eine vier- und fünfzügige Grundschule und Offene Ganztagsschule am westlichen Stadtrand der niedersächsischen Landeshauptstadt. Das in den 1950er Jahren unter großer öffentlicher Aufmerksamkeit in Betrieb genommene und heute denkmalgeschützte Gebäude galt als Musterbeispiel für den modernen Schulbau und ist zugleich das einzige in Hannover errichtete Schulgebäude des Architekten Dieter Oesterlen. Es gilt als eines seiner Hauptwerke und bildete den Vorläufer für das später in Hildesheim errichtete Gymnasium Andreanum. Standort des hannoverschen Schulgebäudes, dessen ursprüngliche Freiraumplanung in der „Gartenstadt“ und dem Stadtteil Oberricklingen von dem Landschaftsarchitekten und Hochschullehrer Wilhelm Hübotter stammte, ist die dortige Munzeler Straße 23.

## Geschichte und Angebote
Nach dem Zweiten Weltkrieg und in den Wirtschaftswunderjahren der frühen 1950er Jahre war Oberricklingen der seinerzeit am stärksten wachsende Stadtteil Hannovers. Für die Kinder veranstaltete die Landeshauptstadt daher in den Jahren 1954 bis 1955 einen Architektenwettbewerb, den Architekt Dieter Oesterlen als 1. Preisträger für sich entscheiden konnte. Nach seinem Entwurf wurde von 1956 bis 1957, „seinerzeit spektakulär“ – das Schulgebäude unter besonders hohen Ansprüchen in der Nutzung des Raumangebotes und der Ausnutzung des natürlichen Tageslichtes errichtet.
In den Jahren zwischen 1961 und 1984 wurde der Gebäudekomplex mehrfach erweitert und umgebaut.
Seit 2012 können die Kinder – zusätzlich und wenn die Eltern dafür einen Teil der dafür entstehenden Kosten bezahlen – ein Mittagessen einnehmen. Seit August 2013 besteht darüber hinaus das Angebot, die Kinder an den Schultagen auch bis 16.00 Uhr zu betreuen. Ebenfalls seit dem Schuljahr 2013/2014 wurde die Wilhelm-Busch-Schule zur Offenen Ganztagsschule und bietet – in Kooperation mit der Jugendhilfe des Stephansstift – verschiedene Nachmittagsangebote, Betreuung bei den Hausaufgaben, individuell zu vereinbarende Früh- (ab 7:00 Uhr) oder Spätbetreuung (bis 17:00 Uhr) sowie in verschiedenen Ferien bis zu dreiwöchige Betreuungen der Schulkinder an. Außerdem erscheint an der Wilhelm-Busch-Schule die Schülerzeitung Buschblatt.

## Baubeschreibung

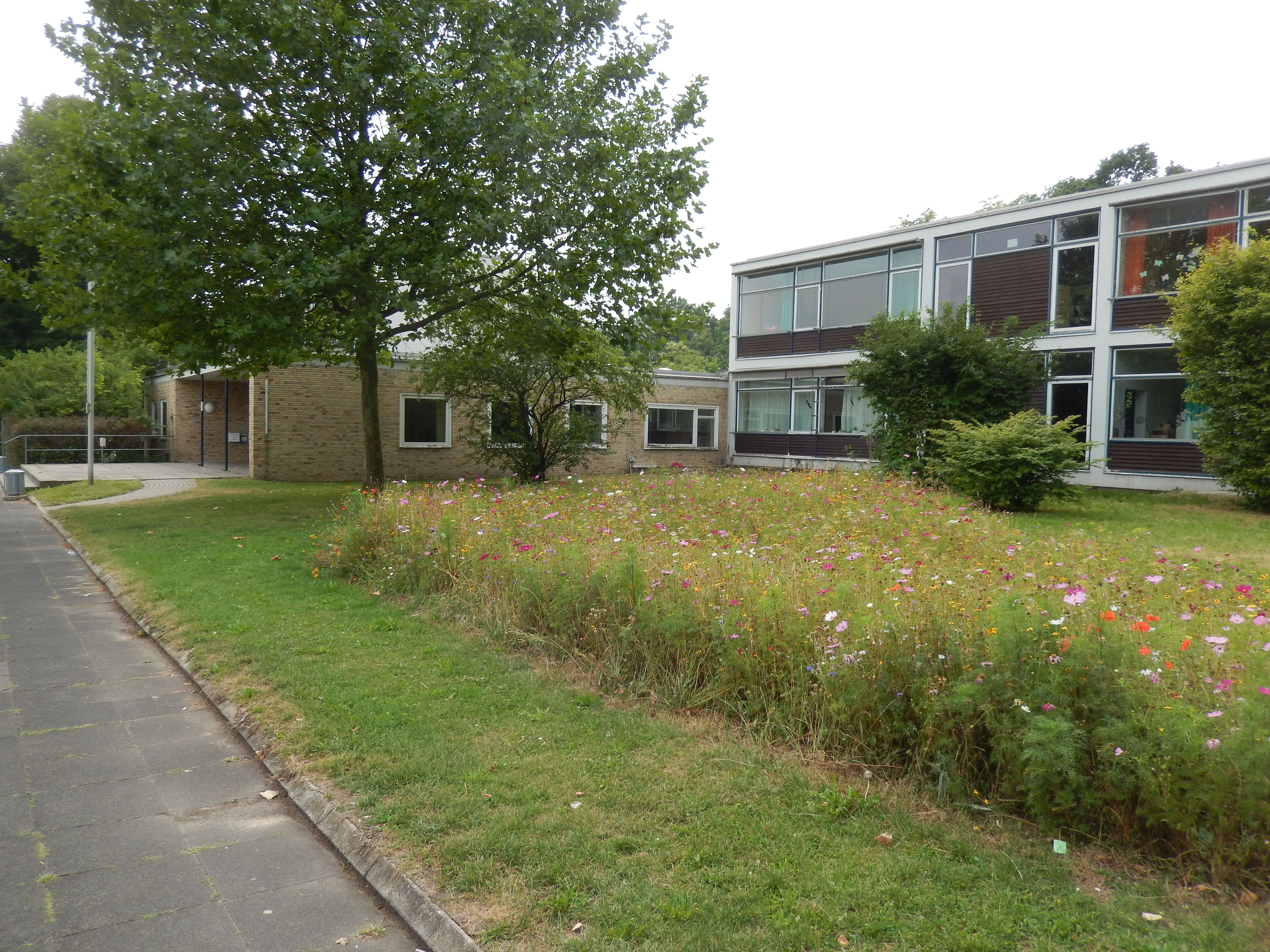
Nordtrakt mit Blumenwiese davor

Das ursprüngliche Schulgebäude nach Entwürfen von Dieter Osterlen besteht aus 1-, 2- und 3-geschossigen Elementen, die sich in unsymmetrischer Ordnung im „Schuster-System“ aneinanderfügen. Die strenge, zugleich aber auch abwechslungsreiche Architektur lockerte der Maler und Bildhauer Klaus Arnold im Inneren mit zwei großen Reliefs auf namens „Das Lebensschiff“ und „Die Stelzengänger“. Eine schon Jahrzehnte zuvor 1935 von Ludwig Manzel geschaffene, bronzene Büste des Namensgebers der Schule, Wilhelm Busch, wurde ebenfalls im Jahr der Fertigstellung des Schulgebäudes im Inneren aufgestellt.
Auf dem ursprünglich von Wilhelm Hübotter gestalteten vergleichsweise großzügigen Außengelände mit einer Wiese laden Bäume die Kinder „zum Klettern und Toben“ ein. Auch ein Sportplatz und eine Sporthalle dienen der Entwicklung der Schüler.